# Информационные спутниковые системы
АО «Информационные спутниковые системы имени академика М. Ф. Решетнёва» (сокращённое наименование — АО «РЕШЕТНЁВ», до февраля 2023 года — АО «ИСС», до 3 марта 2008 года — ФГУП «Научно-производственное объединение прикладной механики имени академика М. Ф. Решетнёва», НПО ПМ) — российский разработчик и производитель спутников связи, телевещания, навигации и геодезии. Примерно 2/3 спутников, входящих в орбитальную группировку России, являются продукцией предприятия. Входит в госкорпорацию «Роскосмос», является дочерним предприятием АО «ОРКК».

## История НПО ПМ
4 июня 1959 года по приказу Государственного Комитета оборонной техники был создан Филиал № 2 ОКБ-1, с привлечением сотрудников ОКБ и НИИ г. Москвы. Филиал разместился в закрытом городе Красноярске-26 (сейчас город Железногорск Красноярского края). Его возглавил Михаил Фёдорович Решетнёв. С 1961 года предприятие именуется в документах ОКБ-10.
В ноябре 1962 года молодой конструкторский коллектив принял от ОКБ-586, возглавляемого Михаилом Кузьмичём Янгелем, проект создания ракеты-носителя лёгкого класса. В 1964 году предприятие на основе боевой баллистической ракеты Р-14 завершило разработку универсальной ракеты-носителя «Космос», в августе того же года с использованием новой ракеты-носителя были выведены на орбиту первые спутники предприятия.
C 1967 года получает статус самостоятельного конструкторского бюро — КБ прикладной механики (КБ ПМ). В 1977 году преобразуется в Научно-производственное объединение прикладной механики: в состав одного укрупнённого предприятия вошли Механический завод и КБ ПМ. В начале 90-х акционерное общество работников («народная приватизация»), с 1997 года — ФГУП «Научно-производственное объединение прикладной механики» имени академика М. Ф. Решетнёва".
3 марта 2008 года состоялась государственная регистрация Открытого акционерного общества «Информационные спутниковые системы» имени академика М. Ф. Решетнёва" (ОАО «ИСС» имени академика М. Ф. Решетнёва"). Компания создана на основании Указа Президента Российской Федерации № 574 от 9 июня 2006 года, путём преобразования ФГУП «Научно-производственное объединение прикладной механики» имени академика М. Ф. Решетнёва" в открытое акционерное общество и является правопреемником ФГУП «НПО ПМ» по всем его обязательствам. 100 % акций ОАО «ИСС» имени академика М. Ф. Решетнёва" находится в федеральной собственности (25 % принадлежат напрямую РФ, 75 % ОРКК и прочим государственным предприятиям).

## Спутники, в конструировании которых приняло участие предприятие

#### 1960-е
«Стрела-1» (1964); «Молния-1+» (1967); «Циклон» (1967); «Вертикальный космический зонд» (1967); «Сфера» (1968); «Стрела-1М» (1969);

##### 1970-е
«Стрела-2» (1970); «Молния-2» (1971); «Молния-3» (1974); спутник связи «Радуга» (1975); спутник непосредственного телевещания «Экран» (1976); «Цикада» (1976); геостационарный спутник связи «Горизонт» (1978);

##### 1980-е
«Гео-ИК» (1981); «Радио» (1981); геостационарный спутник-ретранслятор «Поток» (1982); «Надежда» (1982); Космическая составляющая (орбитальная спутниковая группировка) Глобальной навигационной системы «ГЛОНАСС» (1982); «Молния-1Т» (1983); «Стрела-3» (1985); геостационарный спутник связи «Луч» (1985); «Эталон» (1989); «Радуга-1» (1989);

##### 1990-е
«Гонец-Д1» (1992); геостационарные спутники связи «Экспресс» (1994); «Галс» (1994); «Зея» (1997);

##### 2000-е
геостационарный спутник связи «SESAT» (2000), совместно с Alcatel Space;
геостационарные спутники связи «Экспресс-А2», «Экспресс-А3», «Экспресс-А6» (2000), «Экспресс-А4»(2002); «Экспресс-АМ22» (2003), «Экспресс-АМ1», «Экспресс-АМ11» (2004), «Экспресс-АМ2», «Экспресс-АМ3» (2005), «Экспресс-АМ33» (2008), «Экспресс-АМ44» (2009)
серии «Радуга» (2000, 2001, 2004, 2007, 2009),
«Молния-3К» (2001), «Молния-1Т» (2003)
«Можаец» (2002);
навигационные спутники серии «Глонасс-М» (с 2003);
аппараты связи серий «Гонец-Д», «Гонец-М», «Стрела»;
«Меридиан» (с 2006);
«Юбилейный» (2008);

##### 2010-е
геостационарные спутники связи «Экспресс-АМ5» (2013), «Экспресс-АТ1», «Экспресс-АТ2», «Экспресс-АМ6» (2014), «Экспресс-АМ8» (2015), «Телком-3» (2012), Ямал-300К, Ямал-401, Ямал-402, Амос-5, Казсат-3,
навигационные спутник серии «Глонасс-М» и КА «Глонасс-К» № 11 и № 12
«Меридиан»;
«Гео-ИК-2» (2011);
серии «Гарпун» (2011, 2015)
серии «Радуга» (2010, 2013),
серии «Луч» (2011, 2012, 2014)
исследовательский «МиР» (2012)
Экспресс АМ5, Экспресс AM6 (2013),
Экспресс АТ1, Экспресс АТ2 (2014)
Экспресс-АМУ1, Экспресс АМ8, Экспресс АМ7, (2015)
С 2020-го
Экспресс-103, Экспресс-80 (2020)
«Экспресс-АМУ3», «Экспресс-АМУ7» (2021)
«Меридиан» № 19, 20, 21 (2019, 2020, 2022)
«АнгоСат-2» (2022).
За всё время существования предприятия было спроектировано и изготовлено более 40 типов космических аппаратов и антенн, более 1300 космических аппаратов военного и гражданского назначения.

## Государственные награды
- Орден Ленина (1974)
- Орден Трудового Красного Знамени (1981)

## Перспективы развития
В 1990-е годы предприятию удалось сохранить свой научный и производственный потенциал. Примерно с 2004—2005 годов постепенно наращиваются объёмы вводимой в эксплуатацию космической техники.
В настоящее время[когда?] заказаны спутники «Экспресс-АМ8», «Гео-ИК-2» № 2, серия КА «Глонасс-К1/К2».
Стратегией развития ракетно-космической промышленности России 2006—2015 предусмотрено создание единого холдинга в области спутникостроения. В 2009 году на базе АО «„ИСС“ имени академика М. Ф. Решетнёва» завершено формирование вертикально интегрированной структуры, в которую вошли девять предприятий космической отрасли:
- ОАО НПЦ «Полюс» (Томск),
- ОАО «НПП „Квант“» (Москва),
- ОАО «Сибирские приборы и системы» (Омск),
- ОАО НПП «Геофизика-Космос» (Москва),
- ОАО НПП КП «Квант» (Ростов-на-Дону),
- ОАО «Сибпромпроект» (Железногорск),
- ОАО «НПО ПМ-Развитие» (Железногорск),
- ОАО «ИТЦ-НПО ПМ» (Железногорск),
- ОАО «НПО ПМ МКБ» (Железногорск).

Формально объединение произошло путём внесения (передачи) 100 % акций указанных юридических лиц в уставный капитал ОАО «„ИСС“ имени академика М. Ф. Решетнёва». Прорабатываются варианты включения в состав кооперации иных участников, которые и ранее являлись элементами единой кооперации по созданию космической техники..
По состоянию на 30.06.2015 в состав ИСС включены также ОАО «Спутниковая система „Гонец“» (Москва), ЗАО «НПП Медикон» (Миасс, Челябинская обл.), ООО «Универсум Спейс Технолоджис» (Красноярск) и ООО «Триинвест» (Москва).

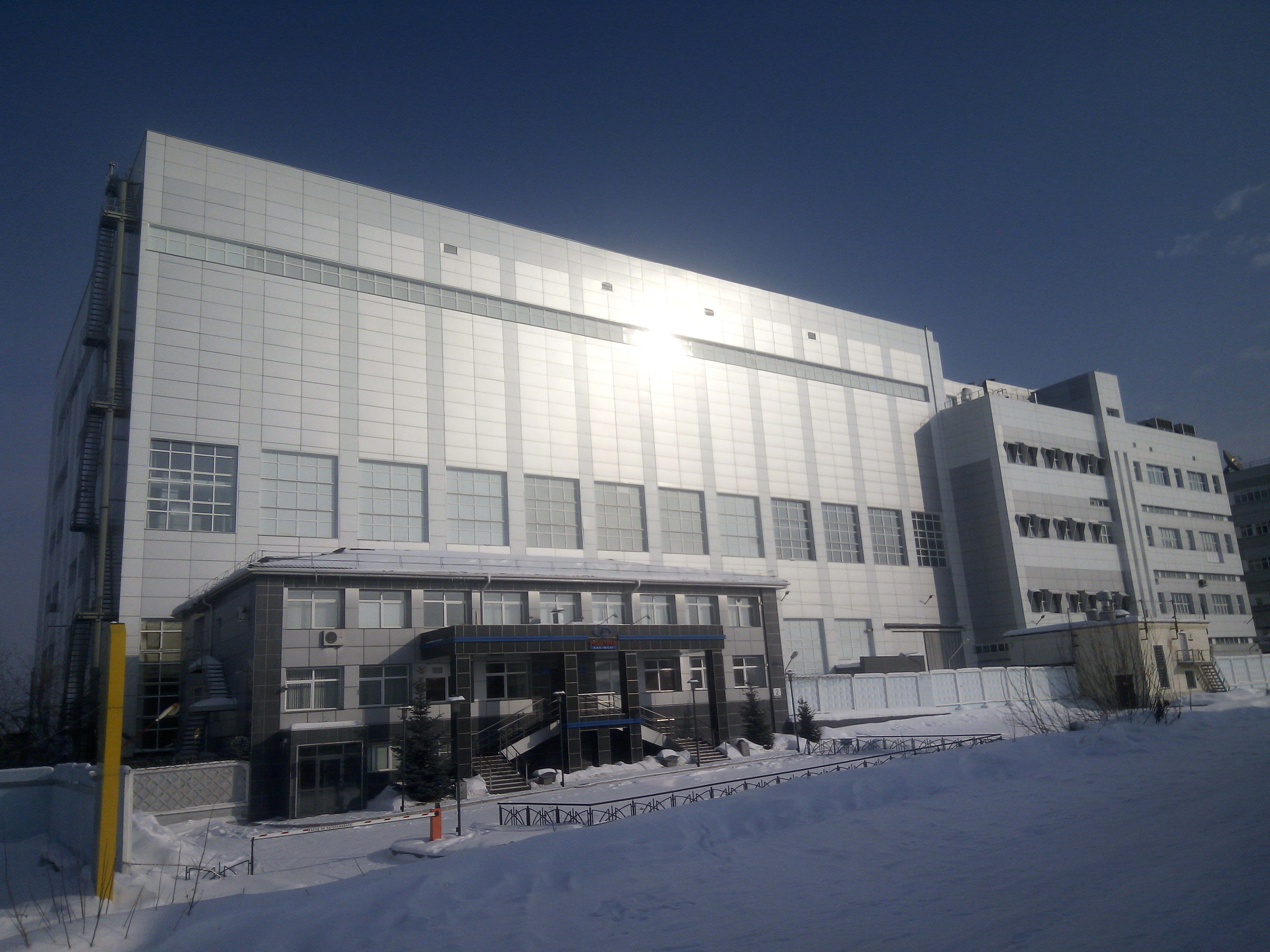
Одно из новых зданий ИСС, построено около 2010 года
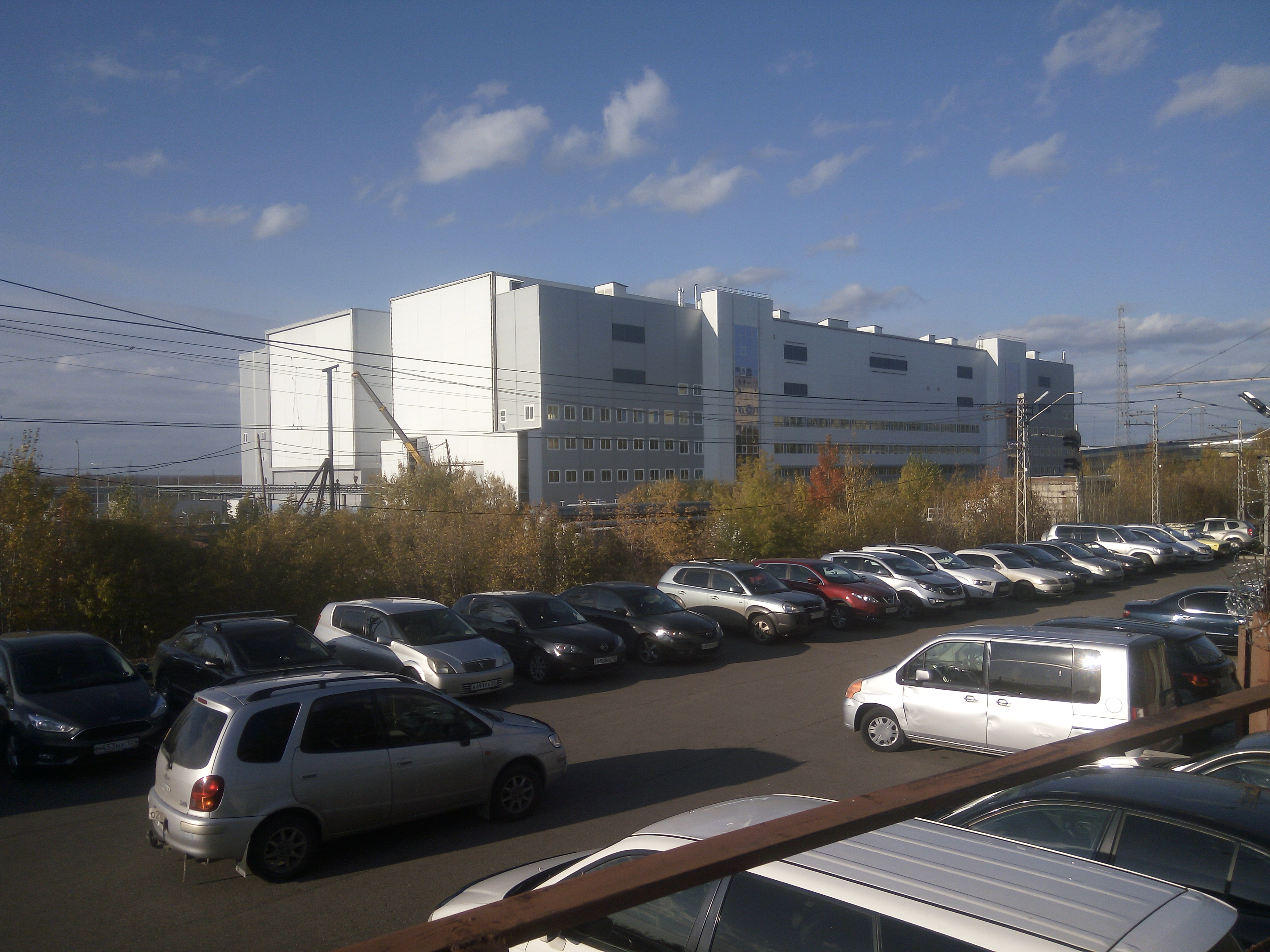
Монтажно-испытательный комплекс, построен во второй половине 2010-х
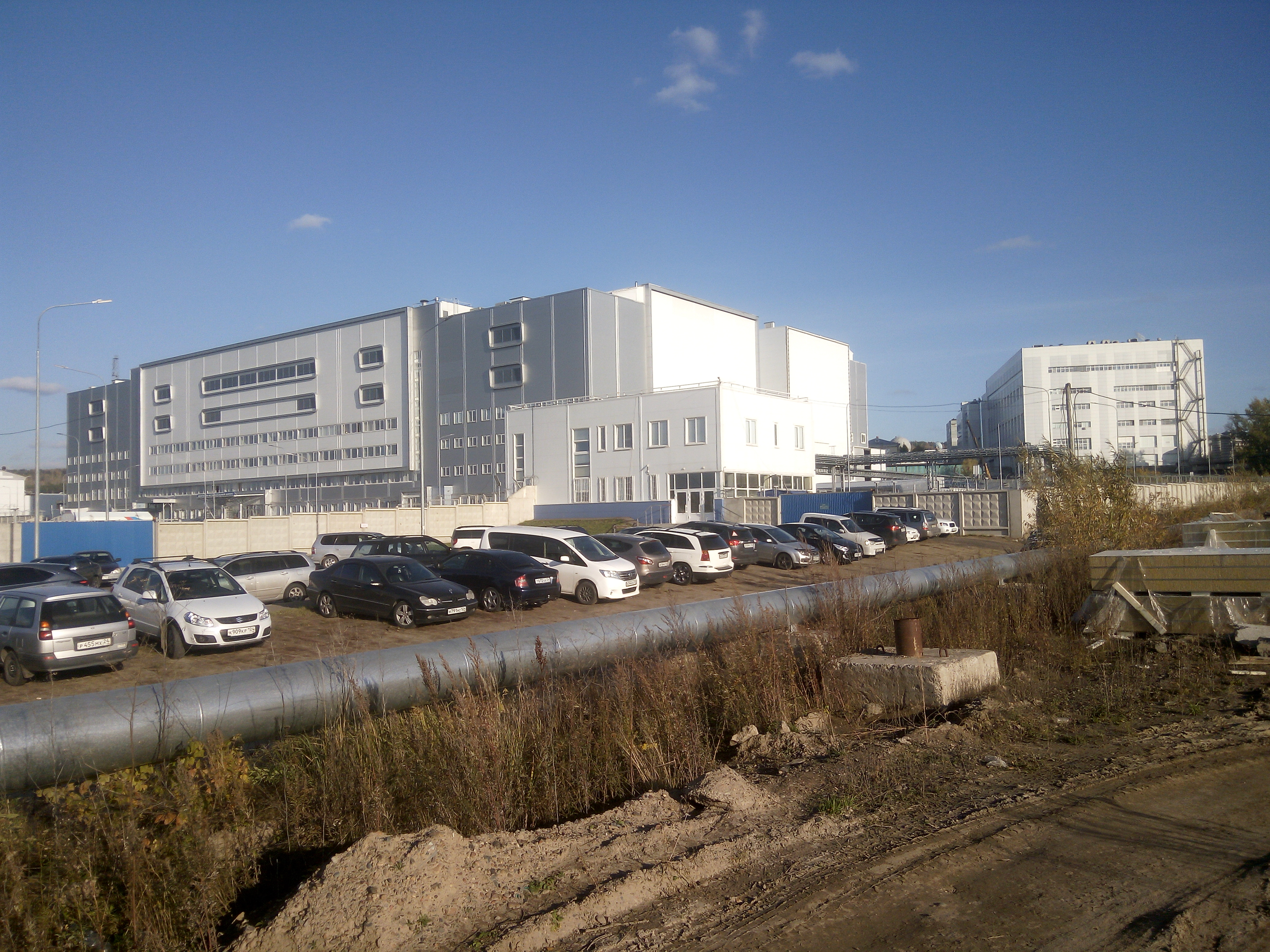
Он же с другой стороны
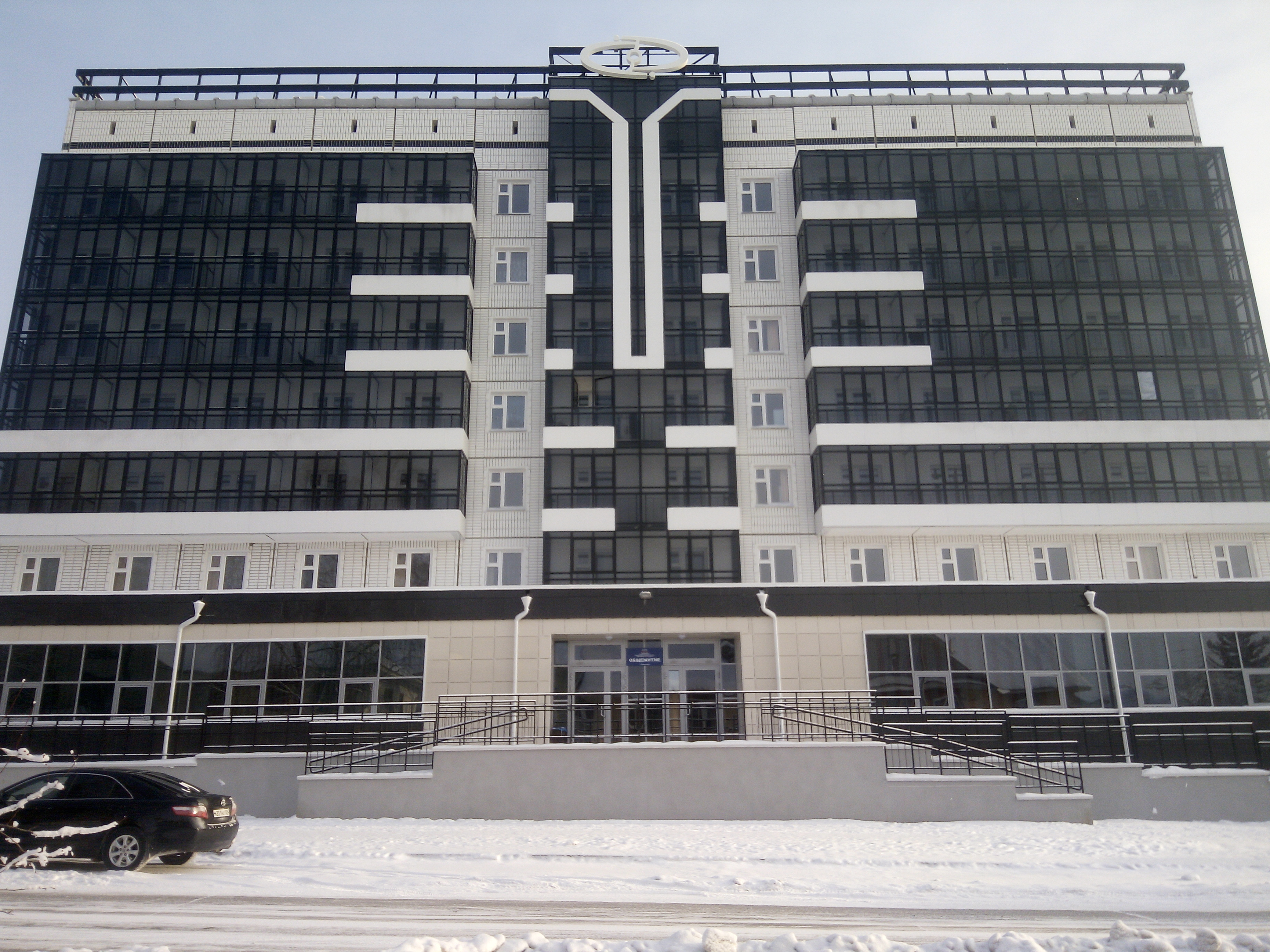
Общежитие, построено в конце 2010-х

## Санкции
В 2022 году после вторжения России на Украину предприятие было включено в санкционные списки стран Евросоюза, США и ряда других стран.
18 декабря 2023 года, из-за российского вторжения на Украину, Информационные спутниковые системы включены в санкционный список стран Евросоюза как предприятие которое отвечает за навигационную систему ГЛОНАСС, которая используется Вооруженными силами России для нанесения ударов по Украине: 

Вооруженные Силы РФ пользуются услугами АО им. Решетнева для определения координат для нанесения ударов крылатыми ракетами по целям на территории Украины, ГЛОНАСС разработанная ОАО «Решетнёва» используется российскими военными для нанесения ударов по украинским городам. Система ГЛОНАСС используется в агрессивной войне России против Украины в БПЛА «Орлан-10» и «Шахед-136», РСЗО «Торнадо-С» и «Смерч», ракетах «Искандер», «Калибр» и «Кинжал», а также в ракетах Х-101, Х-555, Х-38, Х-59МК, Х-31 и иных— «Официальный журнал Европейского союза», Брюссель, 18 декабря 2023 года
Также, по аналогичным основаниям, Информационные спутниковые системы включены в санкционные списки США, Канады, Швейцарии, Украины и Японии

## Иностранные партнёры
- Alcatel Space (Франция) — создание Российско-Европейского спутника — SESAT
- SODERN, EADS Astrium — (Франция, Германия), NEC, NTSpace — (Япония)
- Alcatel/Thales Alenia Space (Франция) — полезная нагрузка «Экспресс АМ33», «Экспресс АМ44 имени А. С. Попова»

## Генеральные конструкторы и генеральные директора
- 1959—1996 — Решетнёв, Михаил Фёдорович
- 1996—2006 — Козлов, Альберт Гаврилович
- с 2006 года — Тестоедов, Николай Алексеевич (с июля 2022 года по октябрь 2022 года — генеральный конструктор)
- с июля 2022 года — Евгений Александрович Нестеров (генеральный директор)

## Галерея

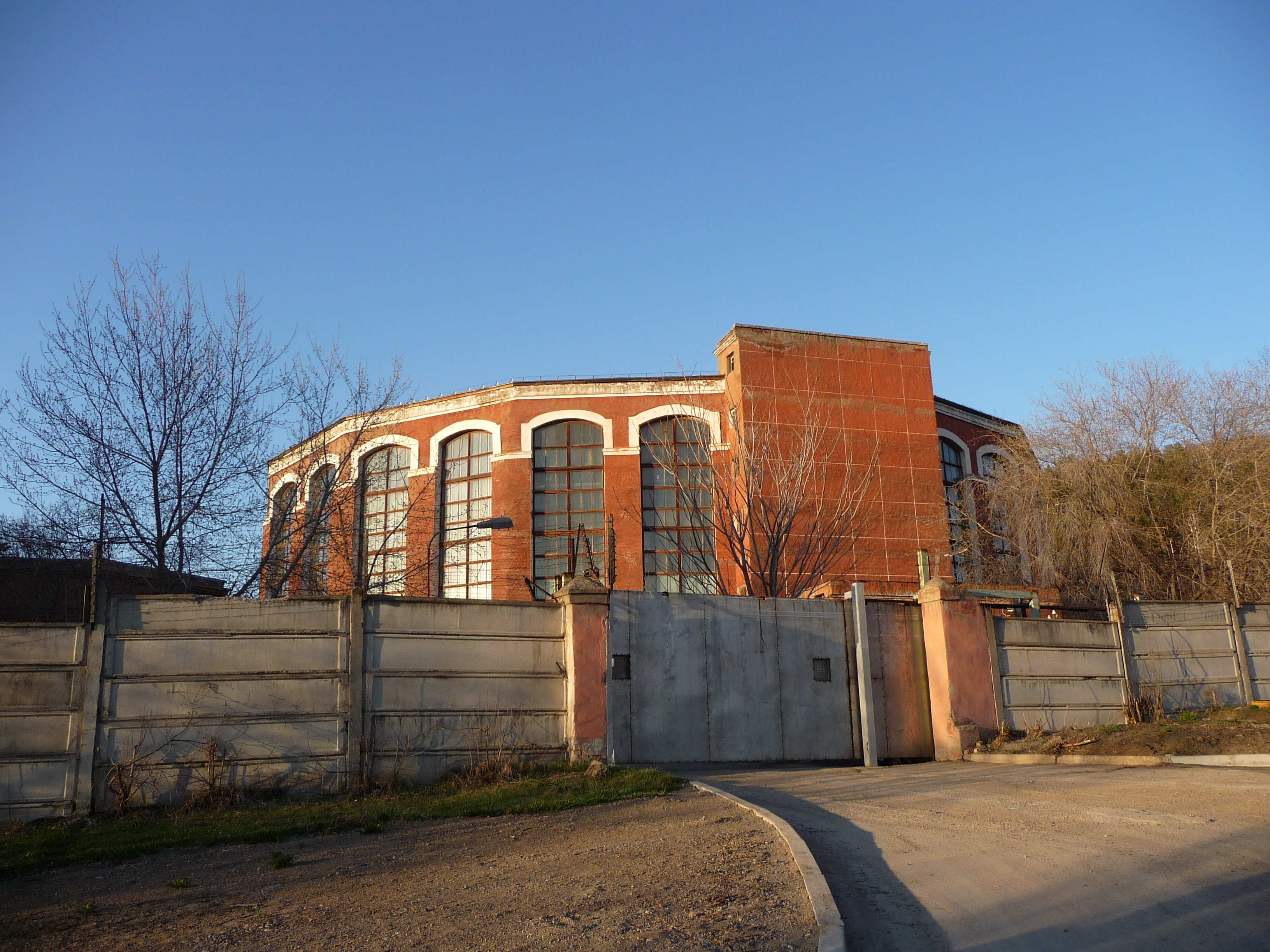
Корпус антенно-фидерных устройств
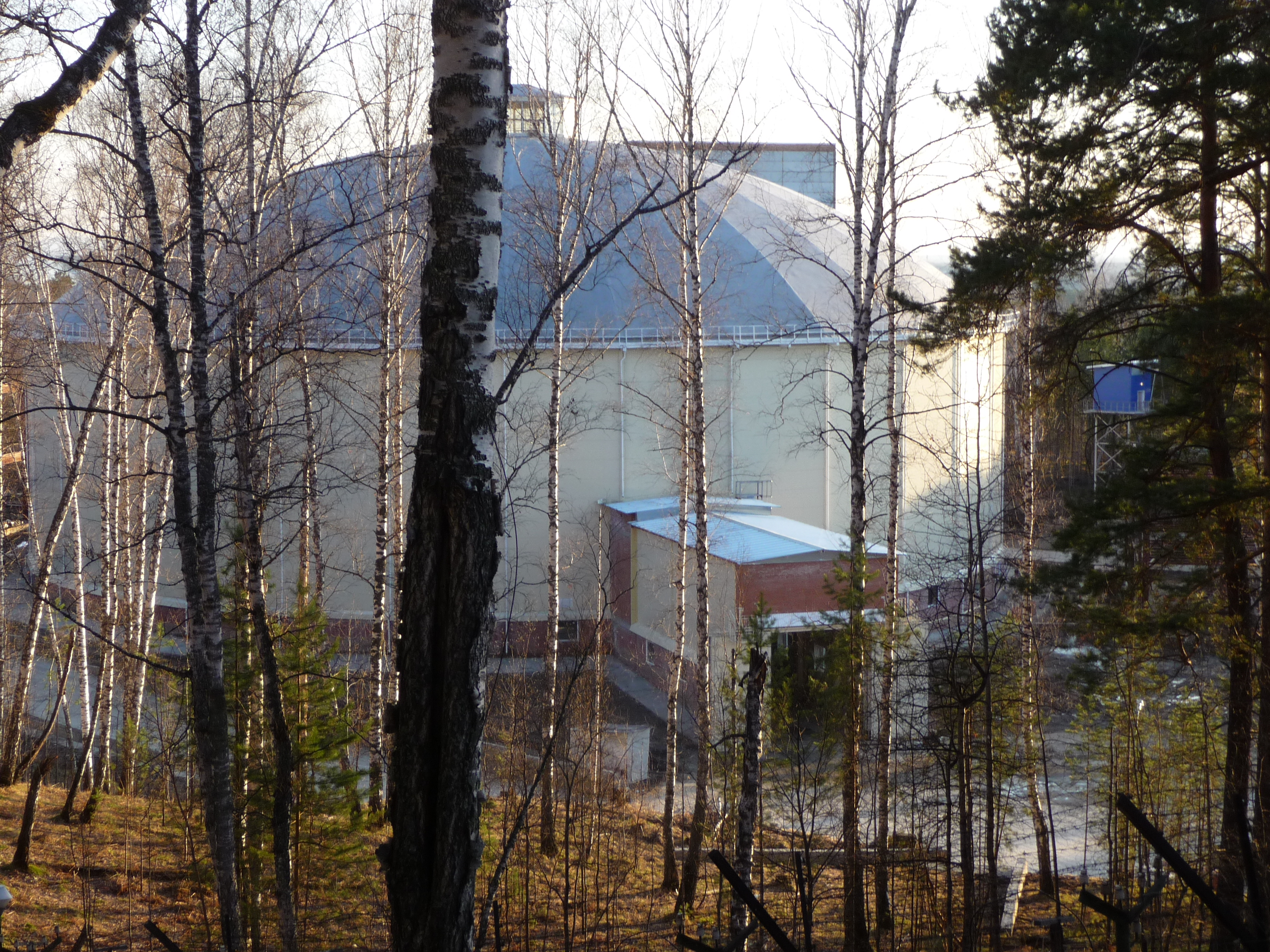
Один из новых корпусов
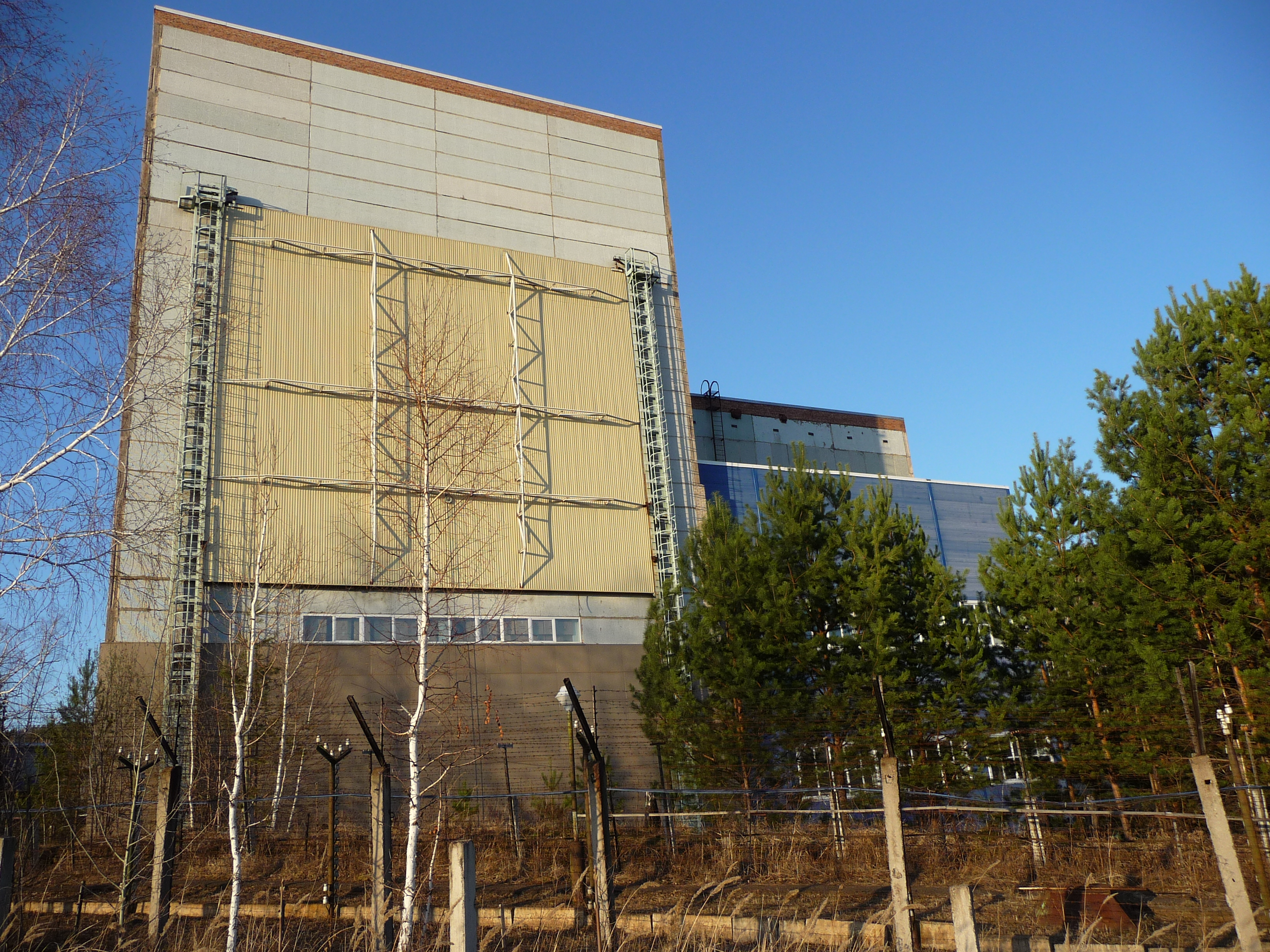
Здание тестовой антенны
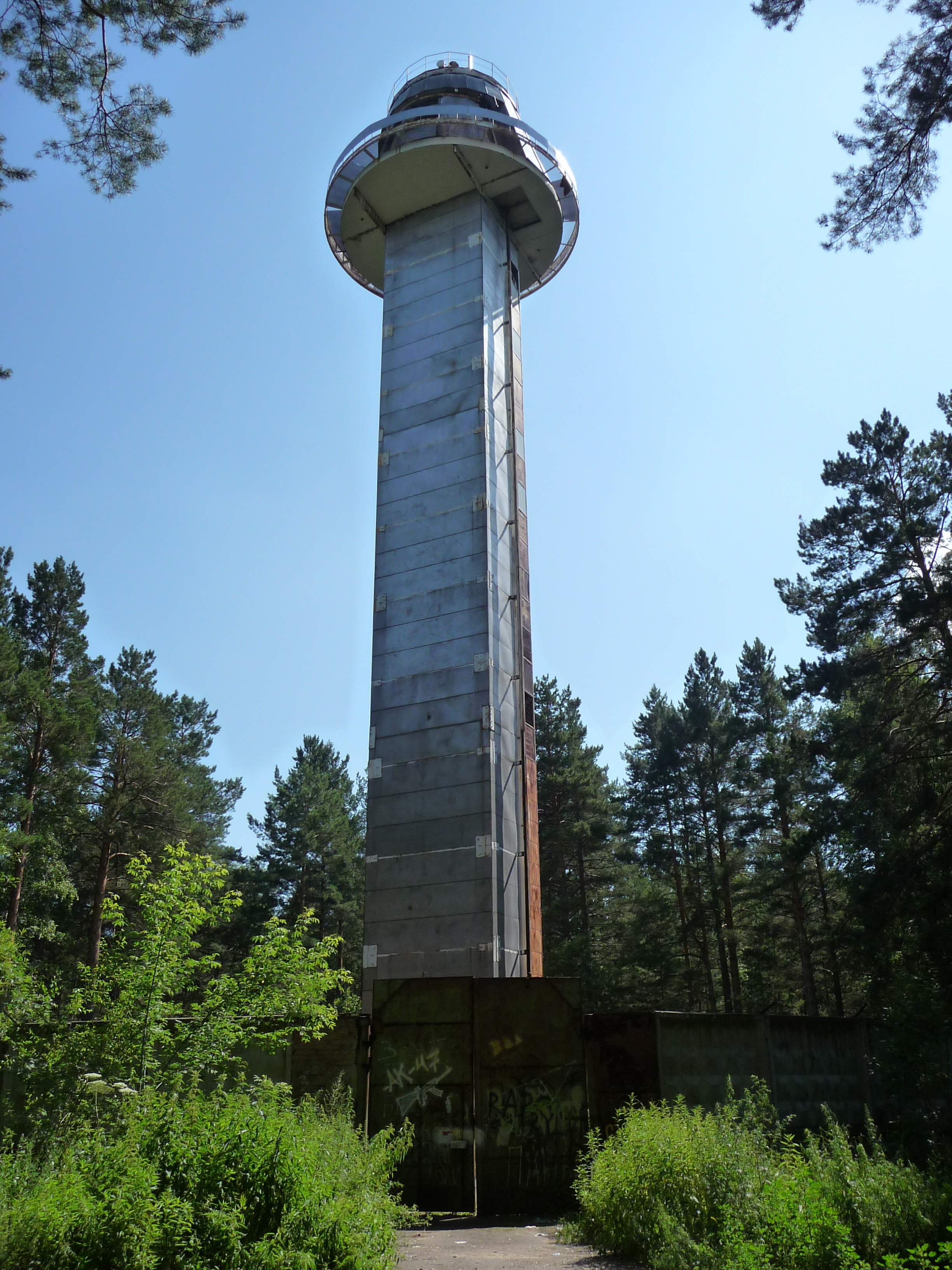
Башня тестовой антенны (снесена в 2023)
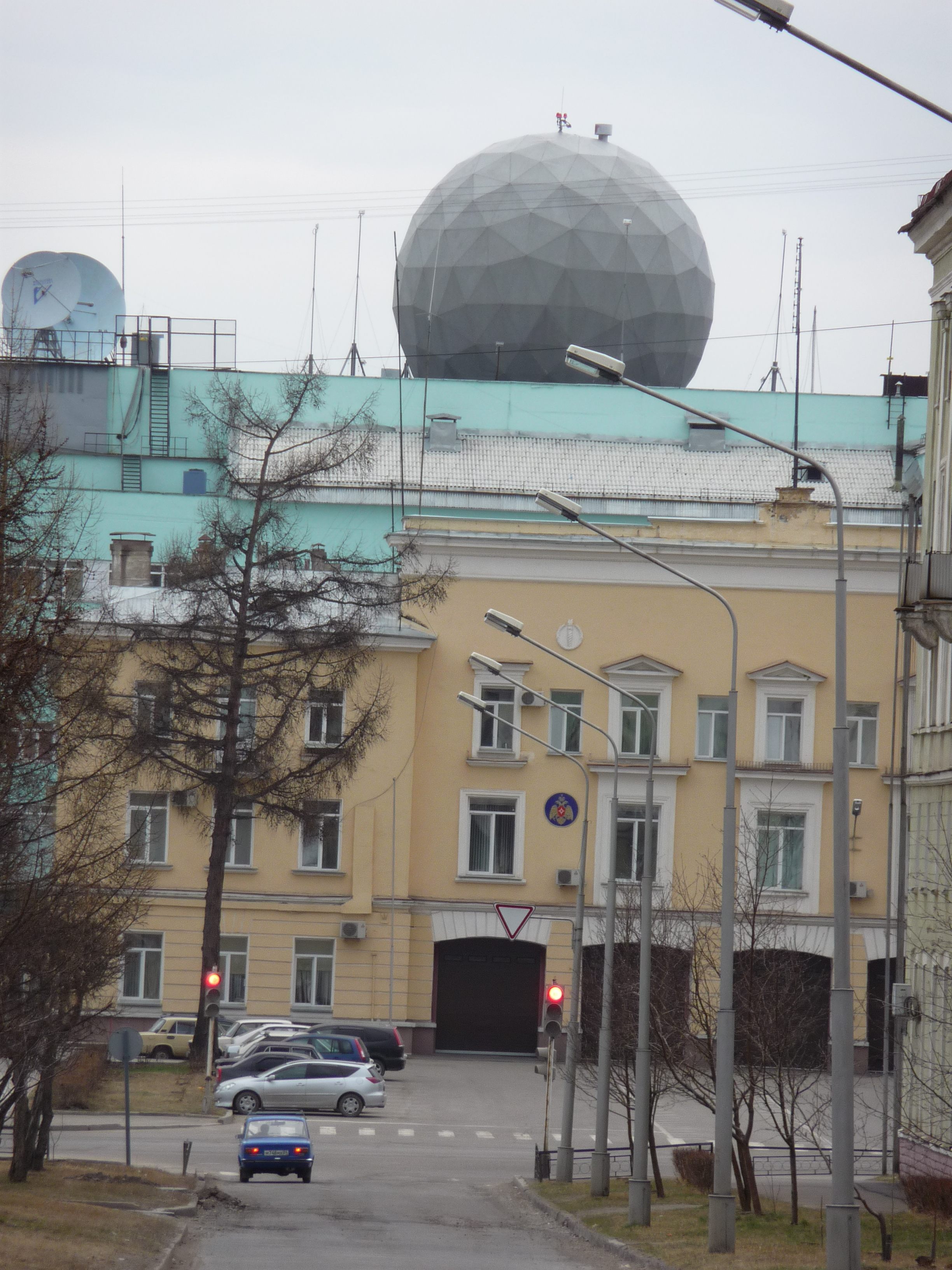
Радиопрозрачный купол на цехе ИСС